# Alpaida rostratula
Alpaida rostratula là một loài nhện trong họ Araneidae.
Loài này thuộc chi Alpaida. Alpaida rostratula được Eugen von Keyserling miêu tả năm 1892.